# ثنائي أكسجينيل
ثنائي أكسجينيل هو كاتيون نادر الوجود للأكسجين له الصيغة +O2 ويكون للأكسجين حالة أكسدة مقدارها +½.

## التحضير
يحصل على هذا الأيون من عملية نزع إلكترون من الأكسجين وفق التالي:
{\displaystyle \mathrm {O_{2}\ \longrightarrow \ O_{2}^{+}\ +\ e^{-}} }
تدعى الطاقة اللازمة لحدوث هذه العملية باسم طاقة تأين جزيء الأكسجين، وتبلغ قيمتها 1175 كيلوجول/مول.
يحصل على ثنائي أكسجينيل عملياً من تفاعل الأكسجين مع سداسي فلوريد البلاتين PtF6، حيث يحصل على Dioxygenyl hexafluoroplatinate (سداسي فلورو بلاتينات ثنائي الأكسجينيل):
{\displaystyle \mathrm {O_{2}\ +\ PtF_{6}\ \longrightarrow \ O_{2}^{+}[PtF_{6}]^{-}} }

## الخصائص
لأيون +O2 رتبة رابطة مقدارها 2.5، وطول رابطة مقدارها 112.3 بيكومتر في وسط شبكي من [O2[AsF6 الصلب، وله نفس العدد من إلكترونات التكافؤ مثل أكسيد النتريك وله مغناطيسية مسايرة، أما طاقة الرابطة فتبلغ 625.1 كيلوجول/مول، في حين أن تردد الامتطاط مقداره 1858 سم-1.

## الاستخدامات
كنتيجة لارتفاع طاقة تأين ثنائي أكسجينيل فإن الهدف من كيمياء ثنائي الأكسجينيل هو بحثي بحت، ويستخدم فقط كمؤكسد أحادي الإلكترون.